# Sostea rufoapicalis
Sostea rufoapicalis is een keversoort uit de familie ruighaarkevers (Dryopidae). De wetenschappelijke naam van de soort werd in 1924 gepubliceerd door Maurice Pic.